# Samsung Galaxy Note 3
El Samsung Galaxy Note 3 es un teléfono inteligente de gama alta fabricado y diseñado por Samsung, el cual funciona con el sistema operativo Android Jelly Bean en su versión 4.3, está disponible en dos principales variantes N900 y N9005 (ver más abajo), fue presentado el 4 de septiembre de 2013 en la IFA como sucesor del Samsung Galaxy Note II, en la serie Note de Samsung Galaxy.
Detalles: El Samsung Galaxy Note 3 es el sucesor del Samsung Galaxy Note 2, y el tercero de la línea Galaxy Note. Es un "phablet" fabricado por Samsung y fue el segundo smartphone-tablet más potente en su categoría ya que con la llegada del Samsung Galaxy note 4 fue superada la potencia que este terminal ofrecía
Fue lanzado en septiembre del 2013 y puesto a la venta en España el 25/09/2013.
Fue el "phablet" (smartphone-tablet) más potente en su categoría, cuenta con un panel de 5,7 pulgadas SuperAMOLED de resolución Full HD 1920 x 1080p con una densidad de píxeles por pulgada (ppi) de 386. Viene en dos versiones, con el procesador Quad-core Qualcomm Snapdragon 800 a 2,3 GHz con soporte a redes 4G LTE y Exynos 5 Octa-Core Cortex-A15 a 1,9 GHz y Cortex- A7 para redes GSM, procesador Mali- T628 para GSM y Adreno 330 para la 4G. Cuenta con 3 GB de RAM, cámara trasera de 13 Mpx con auto enfoque. Es capaz de grabar en Full Hd y 4K , delantera de 2Mpx capaz de grabar en Full HD, USB 3.0. cuenta con un SPen un lápiz táctil que le ofrece al usuario características únicas como Air Command. Cuenta con Android 4.3 de fábrica con TouchWiz, la capa personalizada de Samsung, y fue actualizado oficialmente hasta Android 5.0 Lollipop. Actualizable a: Android 11 "R" (si el dispositivo está rooteado y su bootloader se encuentra liberado). También debe contar con un custom recovery (TWRP) para poder actualizarse.
El Galaxy Note 3 tiene su 2ª versión (Samsung Galaxy Note 3 Neo) que a diferencia del Note 3, vuelve el USB 2.0 y el diseño de la cámara es diferente. Viene con Android 4.3 Jelly Bean actualizable a 4.4 KitKat. Samsung ha anunciado que el Note 3 Neo actualizará a Android 5.0 Lollipop a mitades de Junio/Julio de 2015.

## Versiones
- SM-N900W8

## Competencia
La competencia directa del Galaxy Note 3 en el segmento de los phabletsson los teléfonos de alta gama mostrados a continuación:
Sony Xperia Z Ultra, Huawei Ascend Mate, Acer Liquid S2, LG Optimus G Pro, ASUS FonePad Note 6, ZTE Grand Memo, LG Vu 3, HTC One Max, Alcatel One Touch Idol Hero, Xiaomi Mi Note Pro.

## Apps PreCargadas

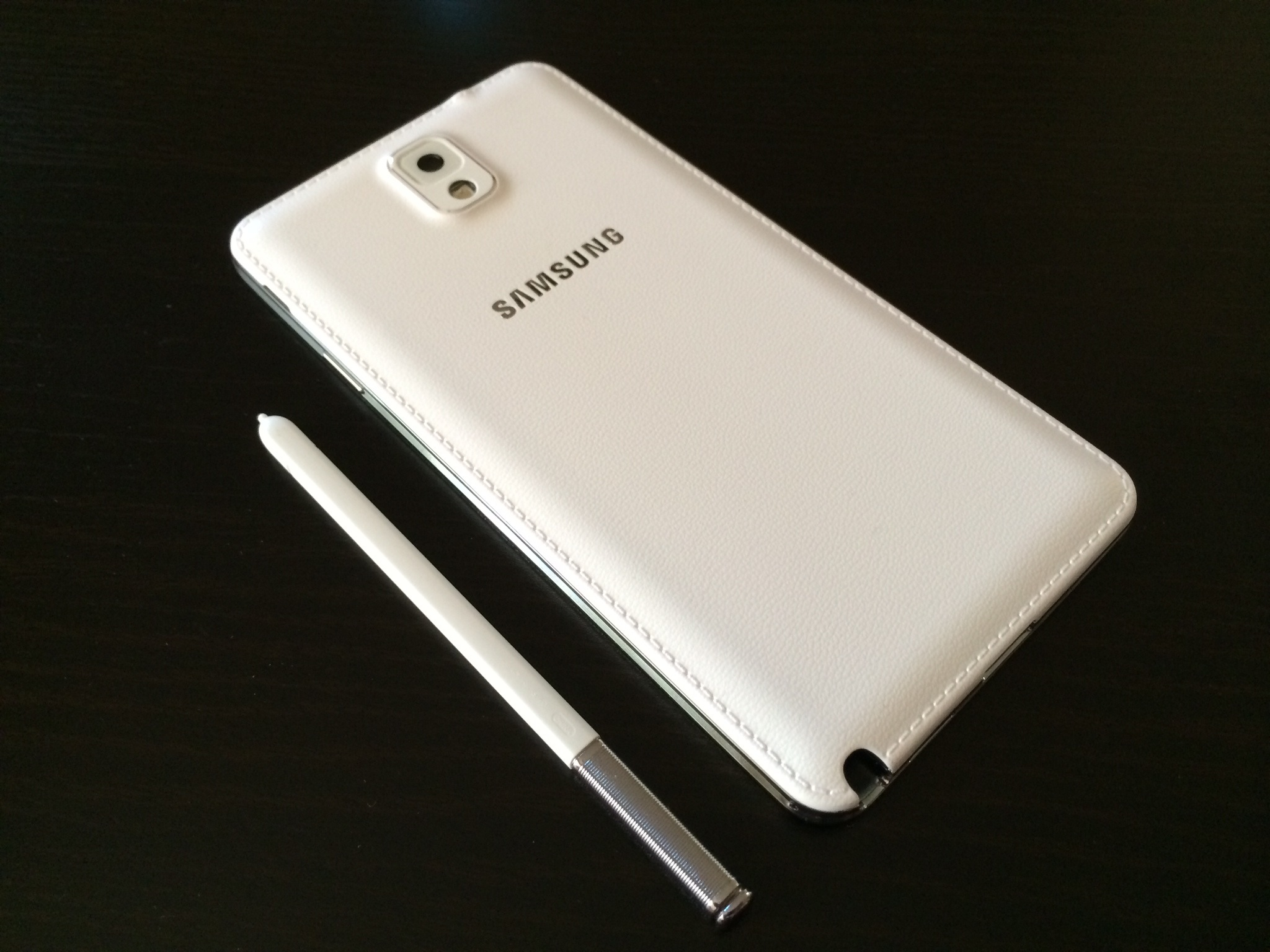
Galaxy Note 3 de color blanco

- S Voice
- S Note
- Google
- YouTube
- Google+
- Gmail
- Samsung Hub
- S Finder
- Editor de fotos
- Play Store
- GALAXY Apps (antes Samsung Apps)
- WatchON
- ChatON
- Flipboard.

## Configuraciones y funciones
- Manuales interactivos Archivado el 10 de marzo de 2015 en Wayback Machine.